# Малиново (Волоконовский район)
Малиново — посёлок в Волоконовском районе Белгородской области России. В составе Ютановского сельского поселения.

## География
Село расположено в восточной части Белгородской области, в 15,2 км по прямой к западу от районного центра Волоконовки.

## Население
| 2002 | 2010 |
| ---- | ---- |
| 287  | ↘268 |